# 4. Goya-gála
A 4. Goya-gála során az 1989-ben bemutatott spanyol filmeket értékelték. A jelölteket az Academy of Cinematographic Arts and Sciences of Spain választotta ki. A madridi Palacio de Congresosban tartott ceremóniát az Televisión Española közvetítette 1990. március 10-én. A műsor házigazdái Carmen Maura és Andrés Pajares voltak. A gála során Victoriano López García kapta meg a tiszteletbeli Goya-díjat.

## Győztesek és jelöltek
A nyertesek félkövérrel jelölve.
| Legjobb film | Legjobb rendező |
| --- | --- |
| - Őrült majom - Esquilache - Montoyas y Tarantos - El niño de la luna - El mar y el tiempo | - Fernando Trueba — Őrült majom - Vicente Aranda — Si te dicen que caí - Fernando Fernán Gómez — El mar y el tiempo - Josefina Molina — Esquilache - Agustí Villaronga — El niño de la luna |
| Legjobb férfi főszereplő | Legjobb női főszereplő |
| - Jorge Sanz — Si te dicen que caí - Fernando Fernán Gómez — Esquilache - Fernando Fernán Gómez — El mar y el tiempo - Juan Diego — Lidérces éjjel - Alfredo Landa — El río que nos lleva | - Rafaela Aparicio — El mar y el tiempo - Victoria Abril — Si te dicen que caí - Ana Belén — El vuelo de la paloma - Verónica Forqué — Csokiért a mórhoz - Ángela Molina — Szeretni való dolgok |
| Legjobb férfi mellékszereplő | Legjobb női mellékszereplő |
| - Adolfo Marsillach — Esquilache - Juan Echanove — El vuelo de la paloma - Juan Luis Galiardo — El vuelo de la paloma - Fernando Guillén — Lidérces éjjel - Manuel Huete — El vuelo de la paloma - Enrique San Francisco — El baile del pato | - María Asquerino — El mar y el tiempo - María Barranco — Szeretni való dolgok - Chus Lampreave — Csokiért a mórhoz - Amparo Rivelles — Esquilache - Concha Velasco — Esquilache |
| Legjobb eredeti forgatókönyv | Legjobb adaptált forgatókönyv |
| - Agustí Villaronga — El niño de la luna - José Luis Cuerda — Hajnalodik, és már ez is valami - Manuel Iborra — El baile del pato - Rafael Azcona, José Luis García Sánchez — El vuelo de la paloma - Jaime Chávarri, Fernando Colomo, Lázaro Irazábal, Antonio Larreta — Szeretni való dolgok                                                                                            | - Manolo Matji, Menno Meyjes, Fernando Trueba — Őrült majom - Josefina Molina, Joaquín Oristrell, José Sámano — Esquilache - Fernando Colomo, José Luis Alonso de Santos, Joaquín Oristrell — Csokiért a mórhoz - Vicente Aranda — Si te dicen que caí - Fernando Fernán Gómez — El mar y el tiempo |
| Legjobb új rendező | Legjobb eredeti filmzene |
| - Ana Díez — Ander eta Yul - Cristina Andreu Cuevas — Brumal - Isabel Coixet — Demasiado viejo para morir joven - Santiago Ríos, Teodoro Ríos — Guarapo - Xavier Villaverde — Continental | - Paco de Lucía — Montoyas y Tarantos - José Nieto — Esquilache - Pata Negra — Csokiért a mórhoz - Gregorio García Segura — Szeretni való dolgok - Antoine Duhamel — Őrült majom |
| Legjobb operatőr | Legjobb vágás |
| - José Luis Alcaine — Őrült majom - Teodoro Escamilla — Lidérces éjjel - Juan Amorós — Esquilache - Teodoro Escamilla — Montoyas y Tarantos - Jaume Peracaula — El niño de la luna | - Carmen Frías — Őrült majom - Pedro del Rey — Lidérces éjjel - José Antonio Rojo — Montoyas y Tarantos - Raúl Román — El niño de la luna - Pablo González del Amo — El mar y el tiempo |
| Legjobb látványtervezés | Legjobb gyártásvezető |
| - Javier Artiñano, Ramiro Gómez — Esquilache - Josep Rosell — Si te dicen que caí - Francesc Candini — El niño de la luna - Luis Sanz — Szeretni való dolgok - Pierre-Louis Thévenet — Őrült majom | - José López Rodero — Őrült majom - Marisol Carnicero — Esquilache - Andrés Santana — Csokiért a mórhoz - Selma Baccar, Adolfo Cora, Jaime Fernández-Cid, Chattab Garbi, Francisco Villar — El niño de la luna - Andrés Santana — El mar y el tiempo |
| Legjobb hang | Legjobb vizuális effektusok |
| - Antonio Bloch, Francisco Peramos, Manuel Cora — Montoyas y Tarantos - Carlos Faruolo, Francisco Peramos, Manuel Cora — Hajnalodik, és már ez is valami - Miguel Ángel Polo, Enrique Molinero — Csokiért a mórhoz - Gilles Ortion, Eduardo Fernández — El mar y el tiempo - Georges Prat, Pablo Blanco, Eduardo Fernández — Őrült majom - Gilles Ortion, Carlos Faruolo — Lidérces éjjel | - Colin Arthur, Basilio Cortijo, Carlo De Marchis — A hasadék - Reyes Abades, Ángel Alonso, Basilio Cortijo, Emilio Ruiz del Río — El niño de la luna - Reyes Abades — Hajnalodik, és már ez is valami - Reyes Abades — Lidérces éjjel - Christian Bourqui — Őrült majom |
| Legjobb jelmeztervezés | Legjobb smink |
| - Montse Amenós, Isidre Prunés — El niño de la luna - Ana Alvargonzález — Lidérces éjjel - Marcelo Grande — Si te dicen que caí - Alfonso Barajas — Montoyas y Tarantos - José María García Montes, María Luisa Zabala — Szeretni való dolgok | - José Antonio Sánchez, Paquita Núñez — El niño de la luna - Juan Pedro Hernández, Jesús Moncusi — El mar y el tiempo - José Antonio Sánchez, Paquita Núñez — Őrült majom - Romana González, José Antonio Sánchez, Mercedes Guillot, Josefa Morales — Lidérces éjjel - Gregorio Ros, Jesús Moncusi — Szeretni való dolgok - Romana González, Josefa Morales — Montoyas y Tarantos - Chass Llach, Poli López — Si te dicen que caí |
| Legjobb animációs film | Legjobb rövidfilm |
| - A brémai muzsikusok | - El reino de Víctor - El número marcado - Kilómetro cero: la partida |
| Legjobb iberoamerikai film | |
| - Az Alhambra szépe — Cuba - Aventurera — Venezuela | |

## Fordítás
- Ez a szócikk részben vagy egészben  a(z)   4th Goya Awards című angol Wikipédia-szócikk fordításán alapul.  Az eredeti cikk szerkesztőit annak laptörténete sorolja fel. Ez a jelzés csupán a megfogalmazás eredetét és a szerzői jogokat jelzi, nem szolgál a cikkben szereplő információk forrásmegjelöléseként.